# Gnadenseil
Das Gnadenseil war in der Herrschaft Kleve ein Seil, das bei der Huldigung eines neuen Fürsten ausgeworfen wurde. Seit dem Spätmittelalter gehört das Auswerfen des Gnadenseils zur festen Rechtstradition. „Zur gleichen Zeit sah man – einem alten, bei ähnlichen Festlichkeiten eingeführten Landesbrauch entsprechend – das große Burgtor sich öffnen; heraus trat ein Mitglied der klevischen Stände (der Sohn des Herrn Baron v. Quadt); er war zu Pferde und hatte das Ende eines langen Seiles in der Hand, das sogenannte Gnadenseil. Sogleich ergriffen mehrere zu Leibesstrafen verurteilte Verbrecher das Gnadenseil und folgten ihm, das Seil in der Hand, durch die Hauptstraßen. Zum Schloß zurückgekehrt, erhielten sie für ihre Person Geleitbriefe mit der Auflage, die ihnen gewährte Gnade abzuwarten für den Fall, daß sie nach Untersuchung der ihnen zur Last gelegten Delikte als begnadigungsfähig beurteilt würden.“ Der regionale Brauch wurde bis zur Französischen Revolution gepflegt.